# Friedrich Bernhard (Mediziner)
Friedrich Bernhard (* 24. September 1897 in Reihen, Großherzogtum Baden; † 9. Dezember 1949 in Gießen) war ein deutscher Chirurg und Hochschullehrer in Gießen.

## Leben
Friedrich Bernhard war der Sohn eines Sägewerkbesitzers. Er besuchte die Volksschule in seiner Geburtsstadt Reihen und die Realschule in Sinsheim. In Heidelberg erlangte er das Abitur. Er meldete sich 1916 als Freiwilliger und erlitt noch im selben Jahr eine Granatsplitterverletzung am Bein, die einen ca. ein Jahr dauernden Lazarettaufenthalt erforderlich machte. In dieser Zeit beschloss Bernhard, Medizin an der Ruprecht-Karls-Universität zu studieren. Er wurde 1917 Mitglied der Burschenschaft Vineta Heidelberg. Nach einer weiteren Einberufung 1918 setzte er das Studium in Heidelberg und Leipzig fort und beendete es 1921 mit dem Staatsexamen. Danach arbeitete er am Pathologisch-anatomischen Institut in Mannheim unter Hermann Loeschcke und wurde 1924 zum Dr. med. promoviert. Seine Ausbildung zum Chirurgen erhielt er an der Chirurgischen Klinik in Mannheim unter der Leitung von Franz Rost. Dort arbeitete er auch mit dem Physiologen Ernst Josef Lesser zusammen. 1926 ging er nach Bremen, wo er in der chirurgischen Abteilung der Städtischen Krankenanstalten tätig war. Er sammelte außerdem Erfahrungen als Schiffsarzt und bei Gastaufenthalten an Wiener Kliniken.
1928 trat Bernhard als Assistenzarzt in die chirurgische Klinik der Universität Gießen. Dies geschah auf Anregung des Direktors der Klinik, des Chirurgen Peter Poppert (1860–1933), der sein Förderer und Lehrer wurde. Im Folgejahr habilitierte sich Bernhard. Ab 1930 Privatdozent in Gießen, wurde er 1932 Leiter der Poliklinik und später erster Oberarzt der Klinik. Unter Wilhelm Fischer wurde er 1935 zunächst außerordentlicher Professor und, als dieser 1938 Gießen verließ, ordentlicher Professor. Er war Beratender Chirurg im Westfeldzug und operierte viele Gefäß- und Lungenverletzungen im Reservelazarett an der Gießener Klinik. Nach Kriegsende war er wesentlich am Wiederaufbau der Klinik beteiligt. Die Militärregierung in der Amerikanischen Besatzungszone erteilte ihm zunächst ein Arbeitsverbot und beschlagnahmte das Haus, in dem er mit seiner Frau und drei Töchtern lebte.
Bernhard verfasste über hundert wissenschaftliche Beiträge, unter anderem zum „Lehrbuch der Chirurgie“ und „Chirurgie“, und gab die Reihe „Pathologisch-physiologische Grundlagen der Chirurgie“ heraus. Als Chirurg spezialisierte er sich auf Gallenwege, Bauchspeicheldrüse und Thorax. Er operierte 1948 erfolgreich die Isthmusstenose der Aorta (Verengung des Isthmus), was der erste Eingriff dieser Art in Deutschland war. Als erstem Europäer gelang ihm im Jahr darauf die Transplantation eines konservierten Aortenstücks. Einen Monat später starb er nach kurzer Krankheit im Alter von 52 Jahren.